# Wimmera
Le Wimmera est une région située dans l'ouest de l'État australien de Victoria.
Cette région s'étend sur une zone agricole aride, se trouvant au sud de la circonscription électorale de Mallee, à l'est de la frontière avec l'Australie-Méridionale, et au nord de la Cordillère australienne. Il peut être aussi défini comme la région s'étendant autour d'Horsham, qui en est la principale agglomération.
Le Wimmera est en grande partie plat, d'où seuls le mont Arapiles et les monts Grampians émergent au-dessus de vastes plaines et de faibles reliefs tabulaires, qui forment à cet endroit du Victoria la Cordillère australienne. Si à l'est, les monts Grampians, avec leurs nombreuses falaises de grès abruptes, sont très accidentés et pentus, à l'ouest ils présentent des pentes douces.
Au recensement de 2006, la division statistique de Wimmera comptait une population de 48 443 habitants. Mais le Bureau australien de la Statistique n'inclut ni le Bourg d'Ararat, ni le comté de Buloke dans sa définition de la division statistique de Wimmera.

## Les villes
La région comprend un certain  nombre de villes importantes, comme Horsham, Warracknabeal, Dimboola, Stawell et Nhill, qui sont pour la plupart très dépendantes des industries céréalière et ovine, et qui sont dominées par des minoteries et des silos à grain. Les villes plus petites de cette zone sont en train de disparaître à cause de la surexploitation des sols fragiles, et du déclin constant du prix des matières premières produites par l'économie locale.

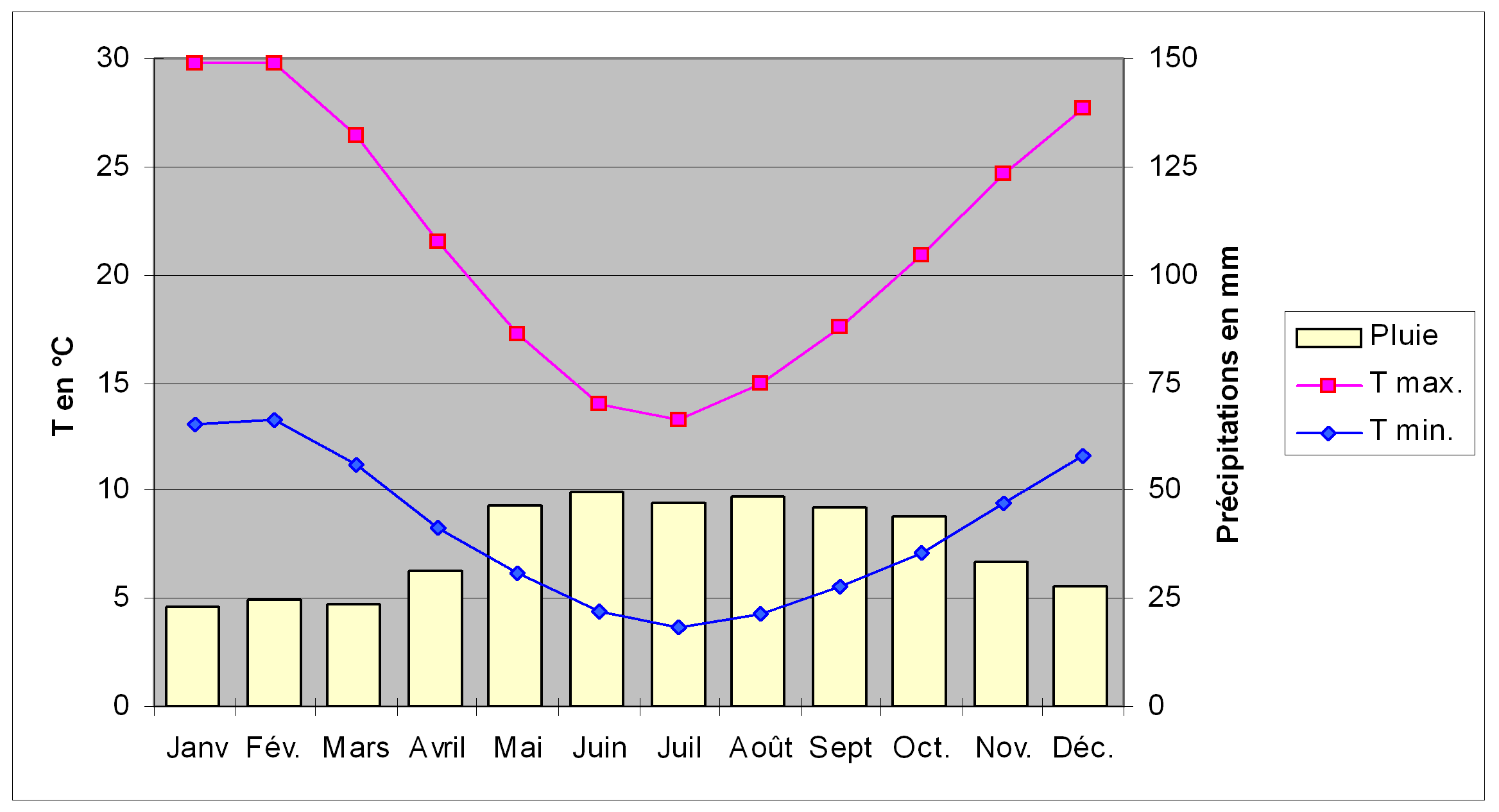
Thermométrie et pluviométrie à Horsham, Source : Bureau of Meteorology

## Le climat
Le climat est semi-aride, avec des précipitations annuelles allant généralement de 380 mm dans le nord à 580 mm dans le sud. Dans les monts Grampians, les précipitations annuelles peuvent atteindre 1 150 mm, et les chutes de neige n'y sont pas inhabituelles. La plupart des pluies tombe en hiver, bien que des averses importantes puissent se produire en été, les précipitations les plus mémorables étant l'orage qui déversa 133,2 mm de pluie sur Nhill à la mi-janvier 1974.
Les températures sont élevées en été, allant typiquement de 14 à 30 °C, tandis que les extrêmes peuvent atteindre 44 °C. En hiver, les maximums sont de 15 °C, mais les matinées peuvent être froides, les minimums moyens étant de 4 °C à Horsham.

## Les sols
La plupart des sols sont stériles, beaucoup étant composés de sable. Pourtant dans une étroite bande entre Nhill et Warracknabeal existent des vertisols lourds et gris, qui, bien que manquant de phosphore, possèdent la plupart des nutriments essentiels, et sont capables de retenir parfaitement l'eau. Ces sols gris composent la majorité des terres à blé du Victoria. On utilise aussi des sols brun-rouge pour le blé, mais ils ne fournissent pas d'aussi bons rendements, et ils demandent plus d'engrais.

## Les cours d'eau
La Wimmera River, cours d'eau endoréique, s'écoule entre les monts Grampians et le lac Hindmarsh. Dans cette région, beaucoup de cours d'eau n'apparaissent qu'après des pluies abondantes et soutenues, et restent souvent à sec pendant de longues périodes. Ainsi ces dernières années, le réservoir des Rocklands, la principale réserve d'eau du district, est devenu quasiment inexploitable à cause d'une succession d'années sèches.

## Patrimoine naturel
Le Wimmera est connu pour son patrimoine naturel.

### Les monts Grampians
Le parc national des Monts Grampians comprend un des principaux parcs naturels. Là se trouvent des fleurs sauvages peu communes, et la faune et la flore la plus diverse du Victoria, à l'ouest de la Snowy River. Les monts Grampians abritent également de nombreux artéfacts aborigènes importants. Pour reconnaître cette caractéristique, un nom aborigène local, « Gariwerd », fut adopté en 1991 pour dénommer le parc national. Mais, après un changement du gouvernement de l'État en 1992, ce nom fut supprimé.

### Petit Désert
Le mal-nommé « Parc national de Petit Désert », au sud de Nhill et à l'ouest de Dimboola, est une vaste région désertique, couverte de dunes, trop peu fertile pour une production fermière, même aidée de superphosphate et d'oligo-éléments.